# Jean-Claude Corbeil
Pour les articles homonymes, voir Corbeil.
Jean-Claude Corbeil, né à Montréal le 3 avril 1932 et mort le 25 janvier 2022, est un linguiste et professeur québécois.
Jean-Claude Corbeil est formé au collège classique, Externat classique Sainte-Croix, situé dans le quartier Hochelaga-Maisonneuve, dans l’est de Montréal (aujourd’hui Cégep Maisonneuve. Après ses huit ans d’études, il s’inscrit à un baccalauréat en pédagogie, à l’École normale Jacques-Cartier (1956).
Il enseigne ensuite le latin et le français l’Externat classique Sainte-Croix, son Alma mater. Il rend compte alors qu’il maîtrise mal son sujet, disant qu’il n’arrive même pas à répondre aux questions sur les participes passés. Il s’inscrit alors à l’Université de Montréal, dans une toute nouvelle discipline, la linguistique, pour y réaliser une maitrise. En 1962, il dépose un mémoire intitulé L’influence du morphème final sur la détermination du genre en français parlé. Son doctorat, effectué en France, à l’Université de Strasbourg est déposé en 1966, sous ce titre : Essai sur les structures fondamentales du français moderne.
Dans le débat sur la norme du français québécois, il appartient au camp endogéniste.
De 1968 à 1971, il co-anime avec Henri Bergeron et Raymond Laplante une émission de radio à Radio Canada intitulée Langage de mon pays,. Il devient directeur linguistique de l'Office québécois de la langue française à partir de 1971. À ce titre, il conseille le gouvernement du Québec sur sa politique linguistique et joue un rôle clé dans l'élaboration de lois telles que la Loi sur la langue officielle (1974) et la Charte de la langue française (1977),, ce qui lui vaut d'être crédité par sa collègue linguiste Nadine Vincent d'avoir « désanglicisé le Québec ».
Il est un des auteurs du Visuel, un dictionnaire thématique laissant une grande place à l'illustration.
Il a publié en 2007 un imposant ouvrage, 
L'embarras des langues. Origine, conception et évolution de la politique linguistique québécoise.

## Honneurs
- 1998 - Prix Vaugelas du Club de la grammaire au Salon du livre de Genève.
- 2000 - Officier de l’Ordre des Arts et des Lettres de France.
- 2002 - Prix Georges-Émile-Lapalme.
- 2003 - Prix Marcel-Couture.
- 2004 - Membre de l'Académie des lettres du Québec.
- 2005 - Officier de l'Ordre national du Québec.
- 2007 - Prix Richard-Arès pour L'embarras des langues[8].
- 2008 - Prix de la présidence de l'Assemblée nationale, catégorie Meilleur livre politique pour L'embarras des langues[9]
- 2008 - Médaille de l'Assemblée nationale[10]
- 2010 - Grande médaille de la francophonie